# Ictidorhinus martinsi
Ictidorhinus martinsi è un terapside estinto, appartenente ai biarmosuchi. Visse nel Permiano superiore (circa 255 - 252 milioni di anni fa) e i suoi resti fossili sono stati ritrovati in Sudafrica.

## Descrizione
Questo animale era di piccole dimensioni, soprattutto se rapportato con altri biarmosuchi; il cranio era lungo circa 10 centimetri. Il muso era piuttosto corto (in confronto a quello dell'affine Hipposaurus) e robusto, e le orbite erano proporzionalmente molto grandi. La piccola taglia e la grandezza delle orbite fanno pensare a un esemplare giovane. 
Ictidorhinus era aberrante a causa della sua regione frontale, molto allargata, che rendeva invisibili le orbite in vista dorsale. L'apertura intertemporale era molto grande, mentre di contro le fosse temporali erano molto piccole rispetto a quelle di altri terapsidi simili. L'orifizio parietale era simile a quello di Lycaenodon, ma era situato un po' meno posteriormente. La dentatura superiore era costituita da quattro o cinque incisivi, un canino e cinque postcanini. Nessuno di questi denti era particolarmente sviluppato.

## Classificazione
Ictidorhinus è un rappresentante dei biarmosuchi, un gruppo di terapsidi arcaici sopravvissuti fino alla fine del Permiano; Ictidorhinus rappresenta una delle ultime forme note. Generalmente è considerato vicino all'origine dei burnetiamorfi (Burnetiamorpha), un sottogruppo di biarmosuchi dalle bizzarre appendici craniche. 
Ictidorhinus martinsi venne descritto per la prima volta nel 1913 da Robert Broom, sulla base di resti fossili ritrovati nella zona di New Bethesda in Sudafrica, nella Dicynodon Assemblage Zone nel Gruppo Beaufort, in terreni risalenti al termine del Permiano. Similitudini erano state proposte con Lycaenodon, del quale è stato considerato un esemplare giovane. Tuttavia, i due animali non sono vissuti contemporaneamente (i resti attribuiti a Ictidorhinus sono più recenti) ed è improbabile che i fossili siano appartenuti alla stessa specie. La famiglia Ictidorhinidae, istituita dallo stesso Broom nel 1932, è stata utilizzata per includere numerose forme di piccoli terapsidi arcaici africani e russi, principalmente sulla base della piccola taglia; questa famiglia è però ora considerata parafiletica grazie agli studi filogenetici, e comprende una serie di forme di biarmosuchi via via più derivati, con lo stesso Ictidorhinus vicino al clade Burnetiamorpha.